# طلال عقلان
طلال عبدالکریم عقلان (عربی: طلال عبدالکریم عقلان) سیاست‌مدار و از ۴ اکتبر ۲۰۱۶ نخست‌وزیر حکومت انصارالله یمن است.
بین سال‌های ۲۰۱۵ و ۲۰۱۶ میلادی او عضو شورای عالی انقلابی یمن بود.